# 會走動的二宮像

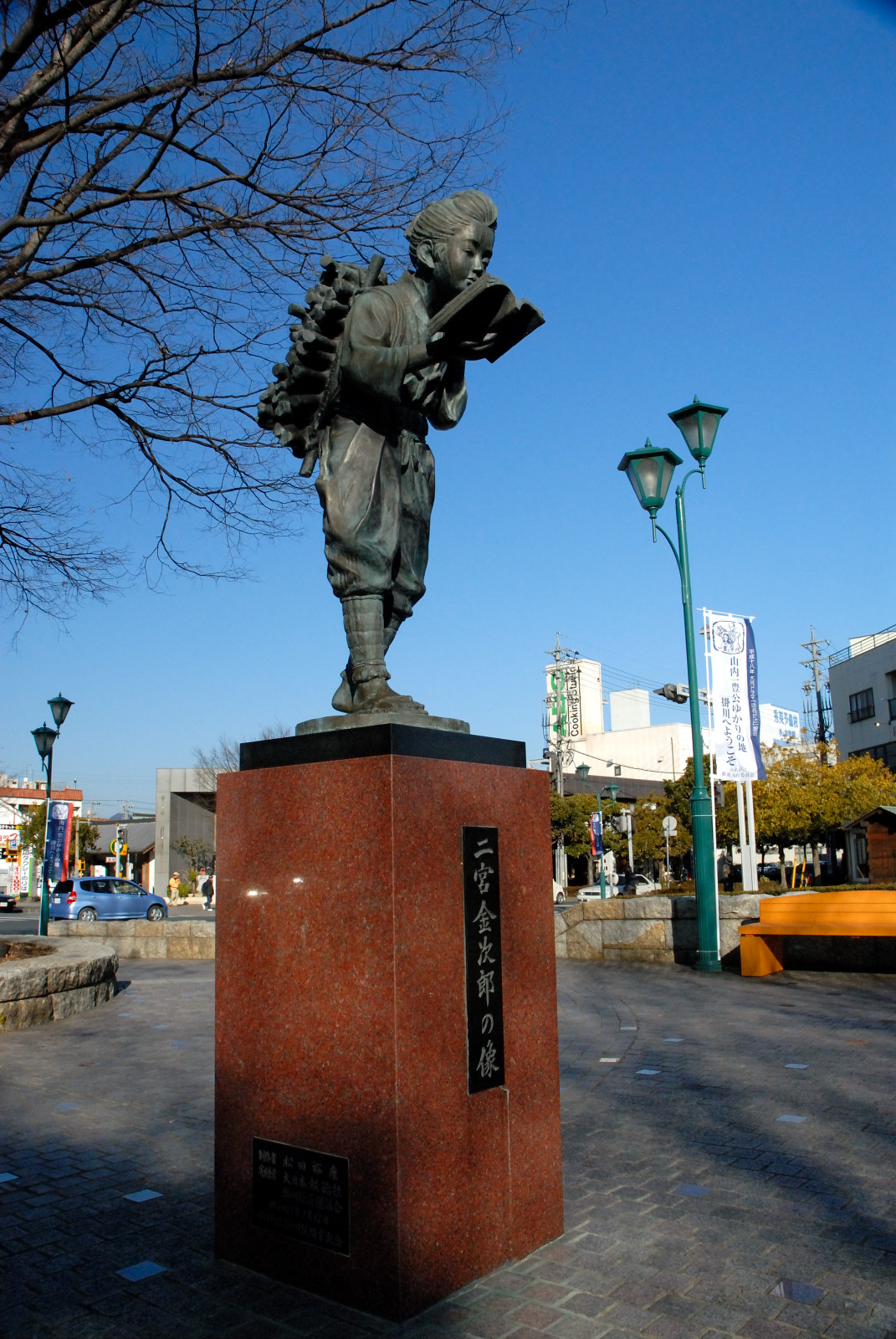
二宮金次郎像

會走動的二宮像（日语：夜動く二宮金次郎像）是日本相當知名的學校怪談。這個怪談只流行在校園之間，知名度算非常高，很多日本動漫也有提及。
二宮像本名叫做「二宮尊德」（又叫「二宮金次郎」），他是日本江戶時代後期的人，提倡「報德思想」，是一位推動農業復興政策的農政家、思想家，也因此，二宮成為學生眼中「好學兒童」的典範。
這則傳說是這樣流傳的，傳說二宮像非常喜歡看書，但身為石像的它，怕直接這樣走進圖書館會嚇壞小孩，所以，他都選擇學生都不在的半夜，才移動到圖書館看書。
在小學生的眼中，石像往往都會被認為有神祕力量，尤其是被刻為人形的石像，更被認為具有人類的能力，包含行走。所以在日本人的童年回憶裡，都殘存有二宮石像會跑來跑去、半夜走動的幻影，加上很多日本學校都會有二宮的石像，也就讓這則都市傳說流傳的更廣。甚至，連沒有二宮石像的學校，都流傳著類似的、石像或銅像半夜會走動的傳說，比如臺灣的「換腳的銅像」。